# آیا-گوزن

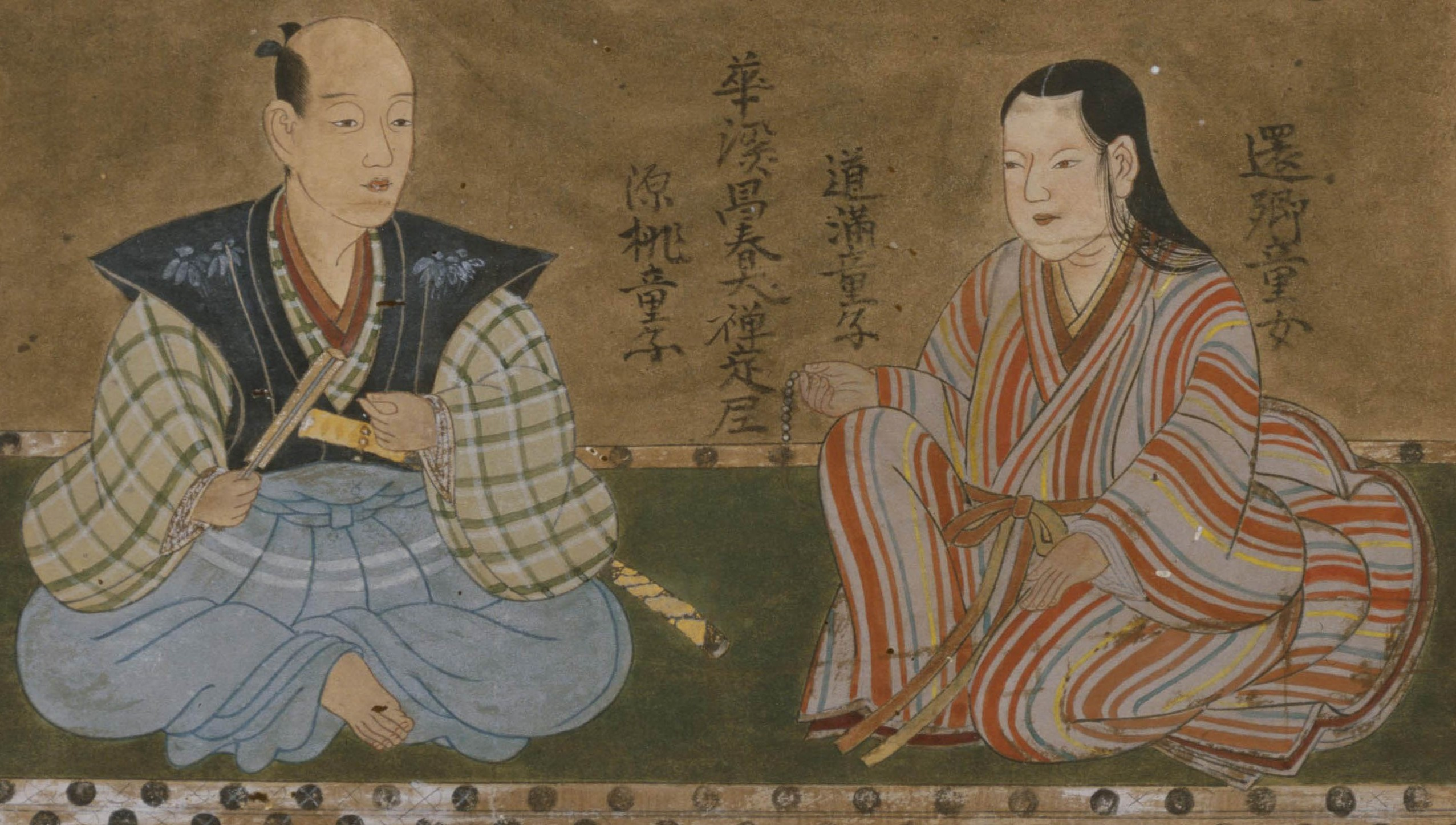
نقاشی از آیا-گوزن

آیا-گوزن (به ژاپنی: 綾御前 Aya-Gozen) (۱۵۲۴ – ۱۰ مارس، ۱۶۰۹) او ناخواهری اوئسوگی کنشین و مادر اوئسوگی کاگه‌کاتسو و اولین همسر ناگائو ماساکاگه بود.